# Yasmeen Mjalli
Yasmeen Mjalli (Califòrnia, 1996) és una dissenyadora de moda, fotògrafa i activista palestinoamericana. És la fundadora i directora creativa de Nöl Collective, una marca de moda que combina el disseny contemporani amb l'artesania i els teixits tradicionals palestins. El seu treball també inclou fotografia cinematogràfica per retratar moments quotidians de Palestina.

## Biografia
Nascuda als Estats Units d'una família d'immigrants palestins, Yasmeen Mjalli es va criar entre Palestina i els Estats Units. Va obtenir una llicenciatura en història de l'art a la Universitat de North Carolina Greensboro i un màster en estudis liberals a la Universitat de Duke. L'any 2017, es va establir a Ramal·lah, on va començar a investigar les tradicions tèxtils palestines i a treballar amb artesans locals. La seva feina se centra a preservar i revitalitzar les tècniques artesanals com el brodat i el teixit.

## Iniciatives

### BabyFist
L'any 2017, Mjalli va fundar BabyFist, un moviment social per combatre l'assetjament sexual i promoure la igualtat de gènere als territoris palestins. El projecte va començar amb un eslògan icònic, Not Your Habibti ("No sóc la teva estimada"), que va plasmar en jaquetes de denim decorades amb flors. Aquesta iniciativa va generar una gran resposta, especialment a les xarxes socials, i es va convertir en una plataforma per obrir converses sobre gènere i assetjament al món àrab.

### Nöl Collective
El 2020, BabyFist va evolucionar cap a Nöl Collective (نول, que significa teler en àrab). Aquesta marca posa èmfasi en la sostenibilitat i l'ús de materials tradicionals palestins, com llana d'ovella, pèl de cabra o colorants naturals. Amb la col·laboració de més de 40 artesans locals, Nöl Collective combina la tradició amb el disseny modern, creant roba que explica històries de la cultura palestina.
Mjalli i el seu equip treballen amb artesans de Cisjordània, especialment dones, que depenen del brodat com a mitjà de subsistència. La marca també destaca per la seva transparència i pel suport a comunitats vulnerables, especialment després del setge de Gaza del 2023, que va agreujar la situació laboral a la regió.

## Fotografia
A més del disseny, Yasmeen Mjalli utilitza la fotografia cinematogràfica per oferir una visió romàntica i humanitzadora de Palestina. Les seves imatges contrasten amb la manera com els mitjans internacionals sovint representen el territori, centrant-se en moments de quotidianitat i bellesa.

## Impacte i reconeixement
Mjalli ha estat reconeguda com una figura clau del moviment feminista i d'empoderament a l'Orient Mitjà. Tot i les crítiques d'alguns sectors conservadors, ha aconseguit impulsar un discurs innovador sobre gènere, cultura i ocupació a Palestina. El seu treball combina l'activisme social amb l'art i la moda, demostrant el poder transformador de la creativitat.
El desembre de 2024, YAsmeen Mjalli va ser inclosa a la llista de les 100 dones de la BBC.